# Rádio Renascença
A Rádio Renascença MHM • MHIP é uma emissora de radiodifusão portuguesa de inspiração católica pertencente ao Patriarcado de Lisboa e à Conferência Episcopal Portuguesa, através do Grupo Renascença Multimédia.

## História
A Rádio Renascença é uma estação de rádio nacional dirigida a um público adulto que se interessa por música e informação. Além de uma cobertura nacional em FM, a Renascença transmite igualmente através da internet, sendo uma das estações de rádio mais conhecidas em Portugal. Das grandes emissoras portuguesas nascidas na década de 1930, é a única que mantem inalterado o seu nome de baptismo.
Fundada por Monsenhor Manuel Lopes da Cruz, as emissões experimentais tiveram início em Junho de 1936 com um emissor instalado em Lisboa. A 1 de Janeiro do ano seguinte iniciaram-se as emissões regulares.
Um mês depois do início das emissões diárias, os estúdios da Rua Capelo ficaram prontos e a Rádio Renascença instalou-se nesse local onde ainda hoje permanece.
Em 1975 foi ocupada por um grupo de trabalhadores, mas em Dezembro desse ano foi devolvida à Igreja Católica e, ao contrário da quase totalidade das emissoras existentes, nunca chegou a ser nacionalizada.
Em 1987 a Rádio Renascença passa a emitir duas programações distintas, 24 horas por dia, através da Rádio Renascença (OM e FM nacionais) e da RFM (FM nacional). Posteriormente, em 1998, cria a Mega FM, para o público mais jovem, e, em 2008, a Rádio Sim, para o público mais idoso.
Além destes canais a RR emitia programação de âmbito regional em OM e FM a partir de estúdios próprios instalados sucessivamente em diversas cidades, como Braga, Chaves, Elvas, Évora, Leiria, Lisboa, Porto, e Viseu, até ao dia 4 de Agosto de 2008, dia em que as emissoras regionais se converteram em emissores regionais stéreo da Rádio Sim.
Alguns dos programas mais marcantes da história da estação foram o famoso Despertar, de António Sala e Olga Cardoso (criado no final dos anos 70), e Bola Branca. Este último mantém-se actualmente no ar sendo um espaço de programação dedicado ao desporto, com ênfase sobretudo no futebol. A antena da estação transmite também as orações do Angelus (ou Toque das Ave-Marias) e do Santo Rosário (sendo este último transmitido diariamente em diferido da Capelinha das Aparições a partir do Santuário de Fátima), e, aos Domingos, é transmitida a celebração da Eucaristia a partir de uma igreja portuguesa.
Quando há eleições, transmite debates com os partidos com assento na Assembleia da Republica. Também transmite o debate bimestral com o Primeiro-ministro, a partir da Assembleia da República.

## Locutores
- Ana Galvão
- Carla Rocha
- Carlos Bastos
- Daniel Leitão
- Inês Lopes Gonçalves
- Joana Marques
- José Coimbra
- Miriam Gonçalves
- Óscar Daniel
- Paulino Coelho
- Paulo Fragoso
- Sónia Bastos
- Teresa Oliveira

## Programação
| DIA DA SEMANA | PROGRAMA                | HORÁRIO | EQUIPA                                         |
| ------------- | ----------------------- | ------- | ---------------------------------------------- |
| 2ªf a 6ªf     |                         | 05h-07h | Miriam Gonçalves                               |
| 2ªf a 6ªf     | As Três da Manhã        | 07h-10h | Ana Galvão Inês Lopes Gonçcalves Joana Marques |
| 2ªf a 6ªf     |                         | 10h-13h | José Coimbra Teresa Oliveira                   |
| 2ªf a 6ªf     |                         | 13h-16h | Inês Nogueira                                  |
| 2ªf a 6ªf     |                         | 16h-19h | Paulo Fragoso c/ Daniel Leitão                 |
| 2ªf a 6ªf     |                         | 19h-21h | Sónia Santos                                   |
| 2ªf a 6ªf     | Hotel Califórnia        | 21h     | Paulino Coelho                                 |
| 2ªf a 6ªf     | Edição da Noite         | 23h     |                                                |
| Sábado        | Manhã de Sábado         | 7h-10h  | Carla Rocha                                    |
| Sábado        | Hotel Califórnia        | 10h-12h | Paulino Coelho e Júlio Isidrio                 |
| Sábado        |                         | 13h-17h | Miriam Gonçalves                               |
| Sábado        |                         | 17h-21h | Paulo Soares                                   |
| Sábado        |                         | 21h-23h | Sónia Santos                                   |
| Domingo       |                         | 7h-9h   | Teresa Oliveira                                |
| Domingo       | Pequenas Grandes Coisas | 9h-11h  | Dina Isabel                                    |
| Domingo       |                         | 13h-17h | Miriam Gonçalves                               |
| Domingo       |                         | 17h-21h | Paulo Soares                                   |
| Domingo       |                         | 21h-23h | Sónia Santos                                   |

## Frequências

### FM
| Cidade           | Frequência                            |
| Açores           | 95.2 FM                               |
| Aveiro           | 93.8 / 102.5 / 106.0 FM               |
| Beja             | 96.5 / 98.6 / 105.8 FM                |
| Braga            | 93.7 / 101.1 / 103.4 FM               |
| Bragança         | 89.6 / 105.7 FM                       |
| Castelo Branco   | 95.3 / 103.4 / 106.0 FM               |
| Coimbra          | 106.0 FM                              |
| Évora            | 95.3 / 96.5 / 98.5 / 105.8 FM         |
| Elvas            | 99.8 / 102.3 FM                       |
| Faro             | 98.6 / 103.8 FM                       |
| Guarda           | 90.2 / 94.2 FM                        |
| Leiria           | 90.2 / 95.1 / 106.0 FM                |
| Lisboa           | 90.2 / 103.4 / 105.0 / 105.8 FM       |
| Madeira          | 88.0 FM                               |
| Portalegre       | 95.3 FM                               |
| Porto            | 93.7 / 103.4 FM                       |
| Santarém         | 90.2 / 103.4 / 106.0 FM               |
| Setúbal          | 103.4 / 105.8 FM                      |
| Viana do Castelo | 100.0 / 103.4 FM                      |
| Vila Real        | 89.8 / 98.6 FM                        |
| Viseu            | 106.0 / 103.6 / 98.6 / 93.8 / 90.2 FM |

## Rádios Online
A Rádio Renascença tem 5 emissões 24/7 através do seu site:
- RR Online
- RR Rock in Rio
- RR Hotel Califórnia
- RR Ponto PT
- RR Non-Stop

## Distinções
- A 9 de Abril de 2012, foi agraciada com o grau de Membro Honorário da Ordem do Mérito.[4]
- A 19 de março de 2023, foi agraciada com o grau de Membro Honorário da Ordem da Instrução Pública.[4]